# Leutenberg
Leutenberg – miasto w Niemczech, w kraju związkowym Turyngia, w powiecie Saalfeld-Rudolstadt. W 2009 liczyło 2 414 mieszkańców.

## Współpraca
Miejscowości partnerskie:
- Hochspeyer, Nadrenia-Palatynat
- Stadtsteinach, Bawaria